# 擊球員

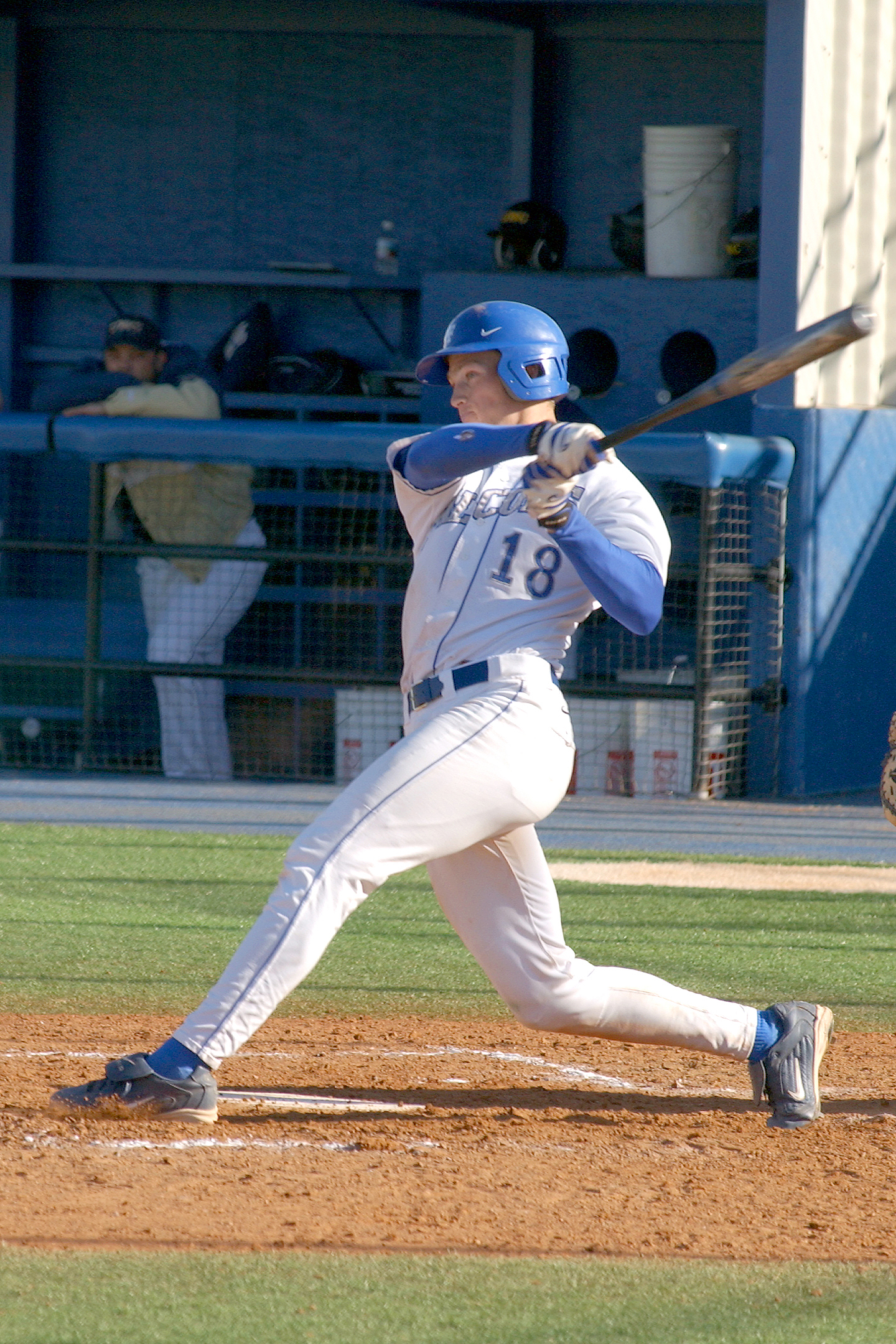
右打者

擊球員，又稱打者、打擊者，是指棒球、壘球比賽中，進攻方上場上場擔任打擊任務的球員。擊球員必須手握球棒站在本壘兩側的打擊區內，設法將防守方投手所投的球擊出，以便上壘。如能經過一壘、二壘和三壘，最终回到本壘，即可得分。擊球員若無法得分，則有可能形成出局或殘壘。

## 击球次序
比赛中球队教练会按击球员打击能力安排九名队员按固定次序上场打击，通常球队中打击能力较强的队员会被安排在第三四五棒，亦称为中心打线。
根据比赛规则不同，比赛中投手可能不需要上场击球，由一名指定打擊代为上场击球。而教練也會視狀況其他球員替換原本的擊球員，稱為「代打」。

## 装备
- 打擊手套：帮助击球员握棒击球、減少震動。
- 头盔、护肘、护腿板：保护击球员在被球砸到时减少伤害。
- 钉鞋：帮助击球员加快跑垒速度。

## 特殊的打法
在職業棒球選手間，特別被命名的打法（姿勢、揮棒法的總稱、打擊姿勢）舉出下列幾種。
- 一本足打法（單腳打法、稻草人打法、金雞獨立打法、佛朗明哥打法）

配合投手的投球姿勢抬起靠投手那一側的腳之打法。很難學會，據說適合打全壘打，實際上是為了讓球靠近手而抬腳。不過使用此姿勢的全壘打選手很多。如王貞治是相當的有名。田淵幸一、門田博光、大豐泰昭等人也模仿了此姿勢。類似此打法的有木保達彥的伐木打法。
- 高爾夫打法

由下方揮上來的打法。極端的上划打法。小鶴誠、田代富雄、石井浩郎、小久保裕紀等人採行此法。
- 天平打法

近藤和彥用過的打法。右手持球棒握柄，左手持球棒中間，使球棒在左肩上呈水平。
- 神主打法

如神主一般將球棒立在面前的打法。岩本義行為始祖。落合博滿的三冠王也主要是由此打法達成的。其他著名選手有小笠原道大、中村紀洋、江藤智等人的姿勢雖然也被稱為神主打法但各選手仍有相當差異在。
- 提燈打法

中登志雄用過。伸縮身體來調整好球帶，瞄準對自己有利的擊球。
- 蒟蒻打法

梨田昌孝用過。扭曲身體擺動的打法。據說是為了舒緩緊張而開始的。現在梨田的學生大西宏明採行與此相近的打法。
- 單手打法

韓國的用過的打法。左手置於左大腿附近，以右手單獨握棒。另外，阪神金本知憲手腕受傷時曾用過類似此種的打法。
- 鐘擺打法

讓投手側的腳好像晃到捕手側似的動作。鈴木一朗、坪井智哉等人。
- 螃蟹腳打法

種田仁所用的打法。被分類為開放性姿勢。右腳向三壘方向大幅跨出，呈螃蟹腳型態的特徵而得此名稱。
- 同步打法

手塚一志所提倡的打法。大多數的一流職業選手使用。
必須注意的是，不管哪種打法都是先學會最基本打法後，個人依照自己的風格所產生出來的。一開始就模仿這些打法反而可能會妨礙選手習得正確的打法，因此少棒與青棒的教練多半會嚴厲要求這些地方。

## 外部連結
- 擊球員在台灣棒球維基館上的頁面（繁體中文）